# Acacia evenulosa
Acacia evenulosa är en ärtväxtart som beskrevs av Bruce R. Maslin. Acacia evenulosa ingår i släktet akacior, och familjen ärtväxter. Inga underarter finns listade i Catalogue of Life.